# Xã Boas, Quận Lawrence, Arkansas
Xã Boas (tiếng Anh: Boas Township) là một xã thuộc quận Lawrence, tiểu bang Arkansas, Hoa Kỳ. Năm 2010, dân số của xã này là 2.963 người.